# 佩尔特维尔-内尔
佩尔特维尔-内尔（法語：Pertheville-Ners）是法国卡尔瓦多斯省的一个市镇，属于卡昂区。该市镇总面积8.25平方公里，2009年时的人口为245人。

## 人口
佩尔特维尔-内尔人口变化图示
| 数据来源：INSEE |